# Monkcastle

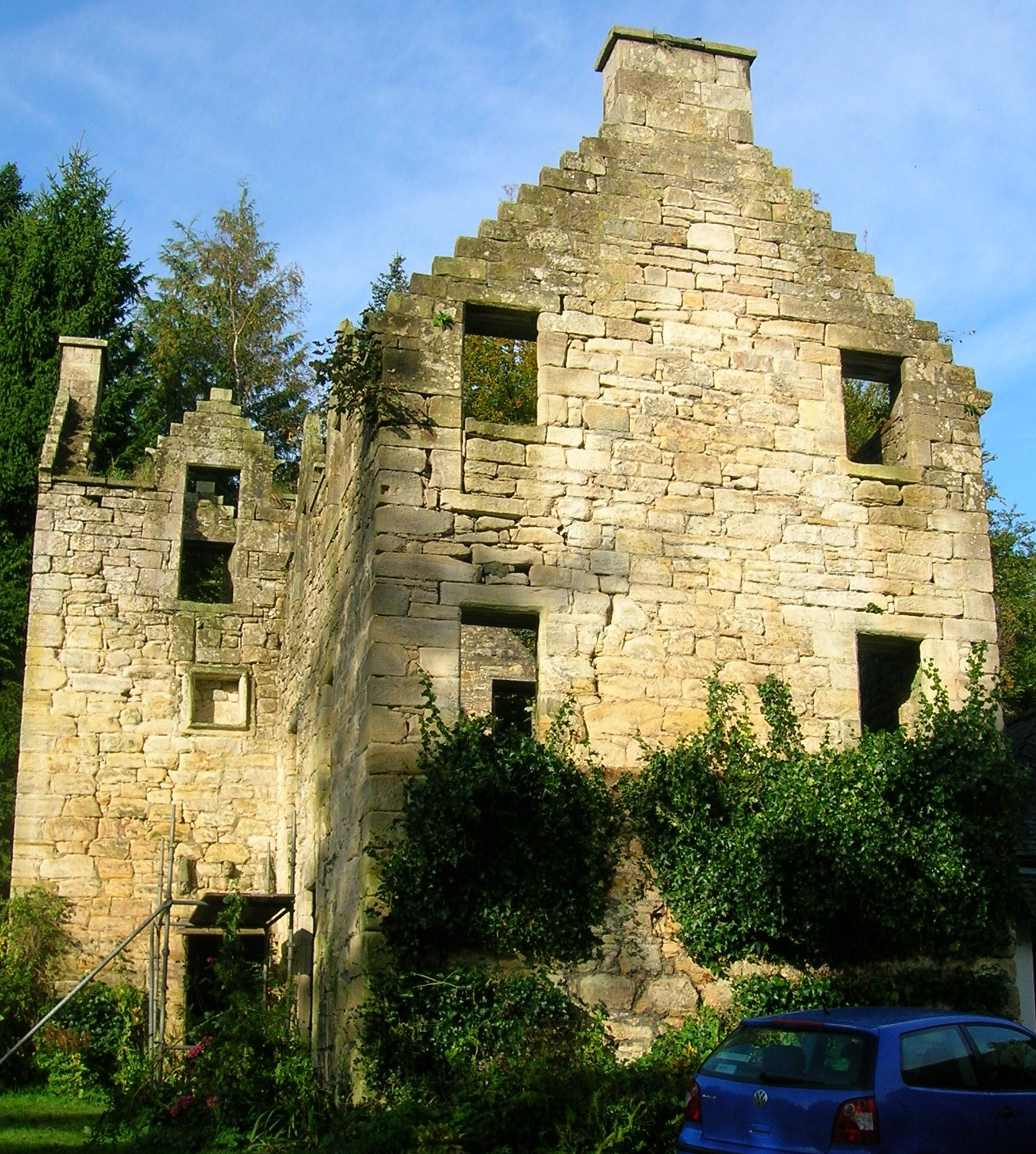
Frontfassade von Monkcastle

Monkcastle, auch Old Monkcastle, ist die Ruine eines kleinen Herrenhauses zwischen Kilwinning und Dalry an der Fernstraße A737 in der schottischen Council Area North Ayrshire. Das Anwesen diente dem Abt der Tironensiermönche von Kilwinning Abbey als Landsitz. Historic Scotland hat das Gebäude aus dem 16. Jahrhundert als historisches Bauwerk der Kategorie B gelistet. In der Nähe steht das Landhaus Monkcastle House aus dem 19. Jahrhundert.

## Geschichte
Timothy Pont beschrieb Monkcastle 1606 als „ein recht schönes Gebäude, gut gesetzt“.

## Beschreibung

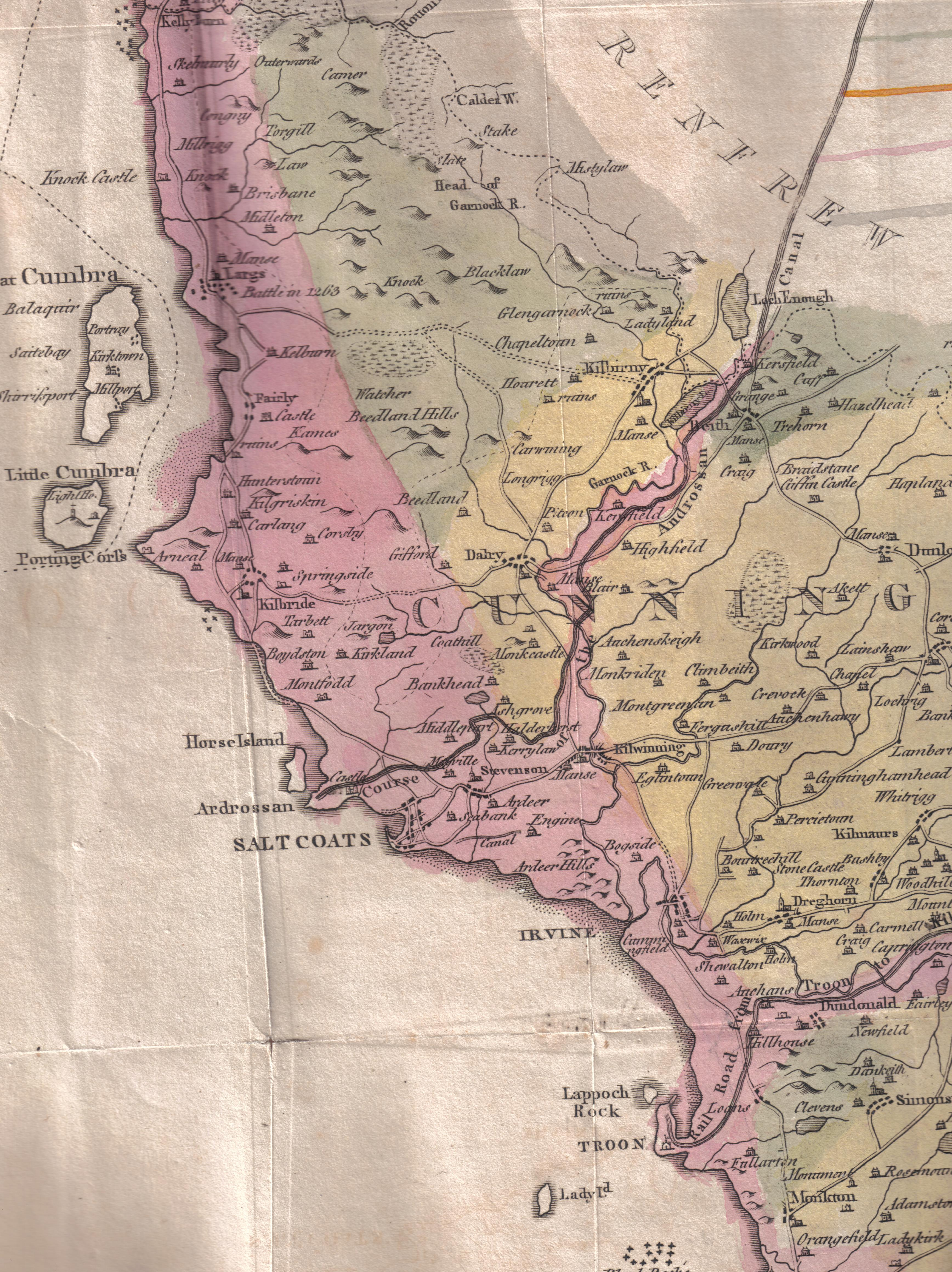
Monkcastle im nördlichen Ayrshire. Man sieht den Kanal nach Glasgow, aber dieser Abschnitt wurde nie gebaut.

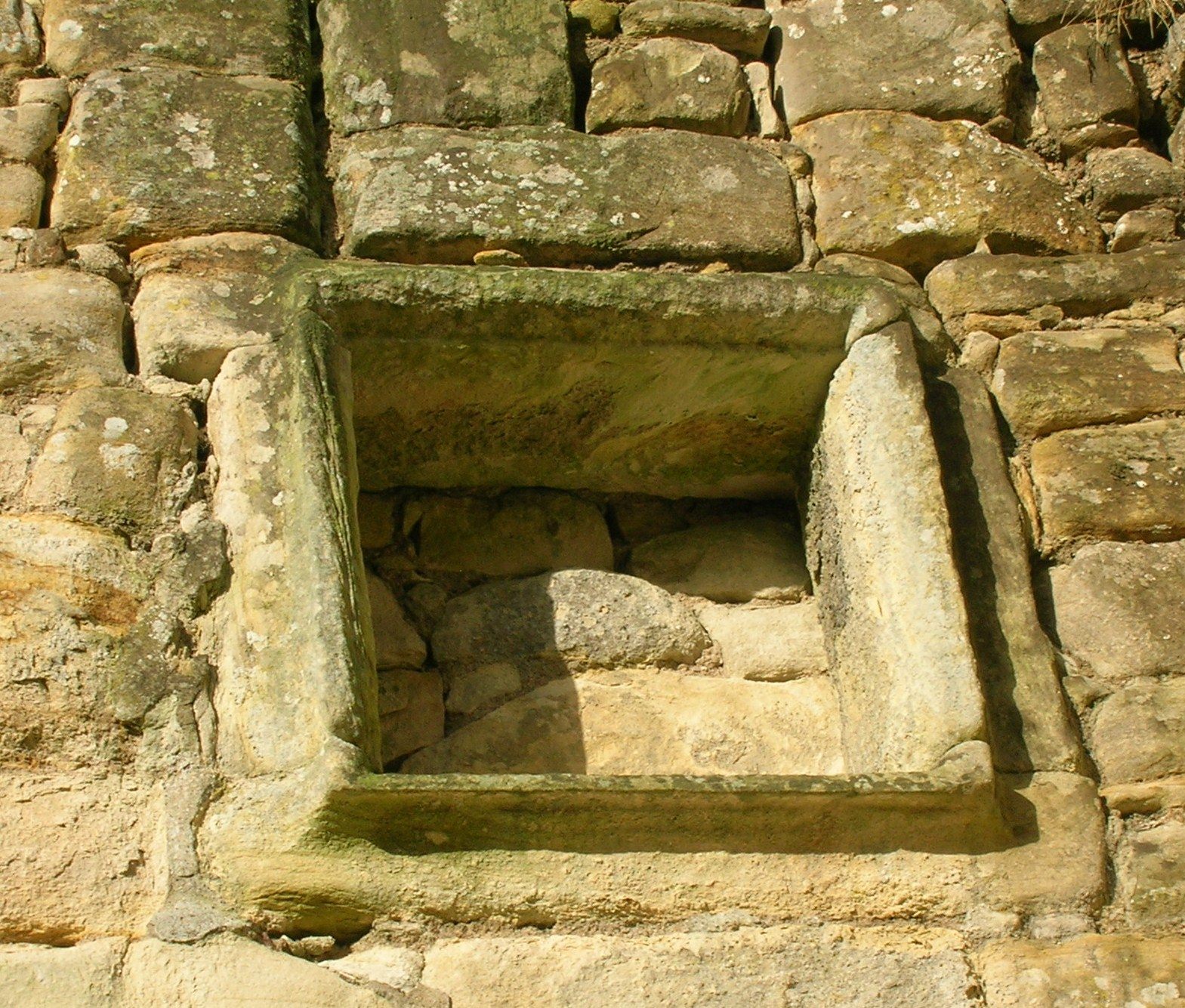
Ein leeres Wappen über dem Eingang

Die Ruinen von Monkcastle liegen in lichtem Wald westlich der Fernstraße A737 am rechten Ufer des River Garnock, etwa zwei Kilometer südlich von Dalry und etwa vier Kilometer nördlich von Kilwinning. Das kleine Herrenhaus aus dem Ende des 16. Jahrhunderts ersetzte frühere Gebäude an dieser Stelle, seit 1536 ist ein Monkcastle hier verzeichnet. Die Ruine des Herrenhauses bedeckt eine Grundfläche von etwa 14,59 Meter × 5,47 Meter und steht noch zwei Stockwerke hoch; sie hat einen Treppenturm in der Mitte hervorstehen, der noch ein Stockwerk höher ist. Das gesamte, ruinöse Innere ist mit Stützen aus Mauerwerk und Beton versehen; das Erdgeschoss hat eine Gewölbedecke. Die Eingangstüre ist unüblich breit und niedrig und über ihr ist ein Steinrelief angebracht. Das gesamte Gebäude macht eher den Eindruck eines Wohnhauses als einer Festung. Es hat Staffelgiebel und die Mauersteine sind in Bändern verlegt. 1895 vermerkte Smith, dass die Ruine des Herrenhauses kürzlich restauriert worden seien, und schlug weitere Sicherungsarbeiten vor.
Reverend William Lee Kerr beschrieb das Herrenhaus 1900 als ruinös und erwähnte Keller, „deren Spuren man immer noch im Untergrund findet“. Heute sind keine solchen Spuren mehr sichtbar.
In der Nähe der Ruine sollen die durcheinander geworfenen Überreste eines alten Taubenhauses liegen, das eher das Erscheinungsbild eines Eishauses hatte. Die Ordnance-Survey-Karte zeigt einen formellen Garten südlich der Ruine des Herrenhauses. Robert Close sieht Ähnlichkeiten mit Crosbie Castle in Prestwick.

## Das Anwesen

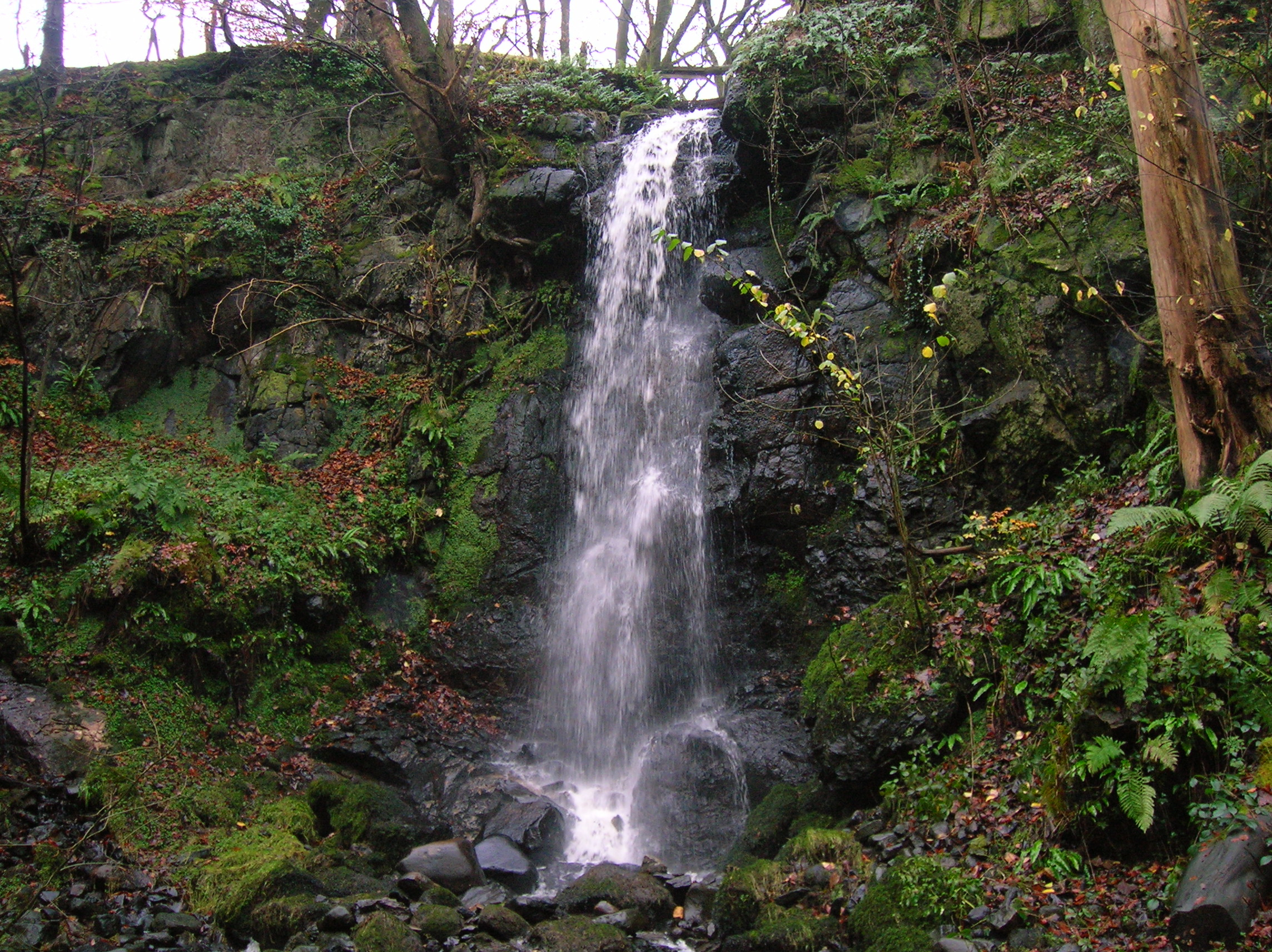
Wasserfall des Monkcastle Burn am oberen Ende des Monkcastle Glen

1866 waren die Ländereien von Monkcastle 144 Hektar groß. William Campbell Miller verstarb 1857 ohne Testament im Alter von 15 Jahren. Zum Zeitpunkt seines Todes wohne er in der Saxe Coburg Hall in Edinburgh und die folgenden Ländereien waren in der Inventarliste seines Anwesens aufgeführt: Baidlandhill und Windyedge in der Gemeinde Dalry, Hill of Fergushill in der Gemeinde Kilwinning, Craighead und die Mühle von Craighead, High Monkcastle und Low Monkcastle, Hillend, Meierhof des Landhauses, Bauernhäuser am alten Haus, Crofthead, Heatterhill, Bannock und Monkredding House.
Unter der Eigentümerschaft der Familie Grant wurden die Bauernhöfe nach und nach verkauft, bis nur noch der Kern des Anwesens übrigblieb.
Eine alte Straße, die vermutlich von den Mönchen für ihre Pächter gebaut worden war, verlief von der Mühle der Mönche in Craigmill im Lynn Glen über Craighead und High Monkcastle hinunter zum Monkcastle, wo sie an die Straße zur Kilwinning Abbey angebunden war.
In den „Herdsteuerrollen“ für 1691 sind folgende Leute und Herde auf dem Anwesen eingetragen: Montcastell House 6, Martha Docheon 1, James Miller (Bryheid) 1, Robert Miller (Cragmylne, keine Zahlung) 1, Robert Boyll 1, Robert Gaven 1, George Logane 1, William Miller 1, John Wilsonne 1, John Stewart 2.
Der Black Man’s Path verlief vom Old Monkcastle zum Monkcastle House und war nach einem Diener der Grants in Monkcastle House, Antonio Escazio, benannt, der diese Strecke regelmäßig zurücklegte. Man weiß nicht, aus welchem Land dieser Diener stammte, aber San Antonio de Escazu ist eine Stadt in Costa Rica; der Diener ist auf dem Friedhof von Kilwinning begraben.
Alexander William Miller war ein enthusiastischer Agrarreformer und überwachte aktiv die landwirtschaftlichen Arbeiten auf dem Anwesen. Er hielt die Leute zur „Landwirtschaft mit dem Spaten“ an, sodass regelmäßig 60–70 Bushel Getreide pro Acre (0,4 Hektar) erwirtschaftet werden konnten, während mit dem Pflug im Allgemeinen nur 30 Bushel erlöst wurden.